# Miś Yogi
Miś Yogi – fikcyjna postać niedźwiedzia z seriali i filmów animowanych produkowanych przez amerykańską wytwórnię Hanna-Barbera. 
Yogi „zadebiutował” w 1958 jako postać drugoplanowa w serialu Pies Huckleberry. Spodobał się widzom, na skutek czego w 1961 Yogi został pierwszoplanową postacią w serialu Miś Yogi. Był głównym bohaterem łącznie siedmiu seriali na przestrzeni 30 lat, z których ostatni – Yo Yogi! – wyprodukowano w 1991 roku. Yogi i Boo-Boo pojawiają się również kilka razy w serialu Mroczne przygody Billy’ego i Mandy.
Yogi mieszkał w fikcyjnym parku narodowym Jellystone, którego nazwa była nawiązaniem do Yellowstone, najstarszego na świecie parku narodowego, znajdującego się w Stanach Zjednoczonych. Wraz ze swoim przyjacielem Boo-Boo zajmował się przede wszystkim zdobywaniem jedzenia, najchętniej poprzez kradzież koszy piknikowych turystów. Za to właśnie nie cierpiał ich strażnik Smith.
W Polsce serial po raz pierwszy był emitowany w latach 70. w programie Zwierzyniec, a następnie w latach 90. w TVP2, początkowo w bloku Spotkanie z Hanna Barbera z lektorem, a później z polskim dubbingiem w bloku Kino bez rodziców oraz na kanale Cartoon Network i Boomerang. 
Powstało również kilka filmów pełnometrażowych z Misiem Yogim:
- Miś Yogi: Jak się macie – Misia znacie? (ang. Hey There, It’s Yogi Bear, 1964) – dawniej emitowany w weekendowym Kinie CN; w Polsce w latach 70. XX w. wyświetlany w kinach pod tytułem Przygody Misia Yogi z pełnym dubbingiem, obejmującym również piosenki; wersja polska,
- Arka Yogiego (ang. Yogi’s Ark Lark, 1972) – emitowany w sobotnim Kinie Boomeranga, dawniej również w weekendowym Kinie CN; wersja polska,
- Pierwsza wigilia Misia Yogi (ang. Yogi’s First Christmas, 1980) – dawniej emitowany w weekendowym Kinie CN; wersja polska,
- Yogi’s All Star Comedy Christmas Caper (1982; reżyser dubbingu: Ewa Złotowska),
- Wielka ucieczka Misia Yogi (ang. Yogi’s Great Escape, 1987) – emitowany w weekendowym Kinie CN oraz sobotnim Kinie Boomeranga; wersja polska,
- Miś Yogi i czarodziejski lot Świerkową Gęsią (ang. Yogi Bear and the Magical Flight of the Spruce Goose, 1987) – emitowany w sobotnim Kinie Boomeranga; wersja polska,
- Yogi i inwazja kosmitów (ang. Yogi and the Invasion of the Space Bears, 1988) – emitowany w sobotnim Kinie Boomeranga; wersja polska,
- Yogi: Miś wielkanocny (ang. Yogi the Easter Bear, 1994) – dawniej emitowany w weekendowym Kinie CN (reżyser dubbingu: Paweł Galia).

Yogi pojawił się również w filmach: 
- Złych czterech i pies Huckleberry (ang. The Good, the Bad, and Huckleberry Hound, 1988) – emitowany w weekendowym Kinie CN oraz sobotnim Kinie Boomeranga; wersja polska,
- Scooby Doo i baśnie z tysiąca i jednej nocy (ang. Scooby Doo in Arabian Nights, 1994) – emitowany w weekendowym Kinie CN; wersja polska.